# Italo-sammarinesi
Italo-sammarinesi sono gli italiani radicatisi nella Repubblica di San Marino negli ultimi secoli, ed i loro discendenti.

## Storia
Il 22 marzo 1862 fu firmato un trattato d'amicizia tra il Regno d'Italia e San Marino. Inoltre Federico Consolo, ebreo italiano, compose l'Inno nazionale della Repubblica nel 1894.
Dal 1922 vi si rifugiarono alcuni antifascisti italiani nonostante il fascismo a San Marino: come conseguenza Mussolini decise di inviare dal 1921 al 1936 dei Carabinieri.
Negli anni trenta con la costruzione della ferrovia Rimini–San Marino, finanziata interamente dal Regno d'Italia, arrivarono nella Repubblica molti lavoratori italiani (dalle Marche e dalla Romagna in primis), ma la ferrovia a scartamento ridotto fu distrutta al passaggio del fronte (linea gotica) nel settembre 1944 durante la battaglia di Monte Pulito.

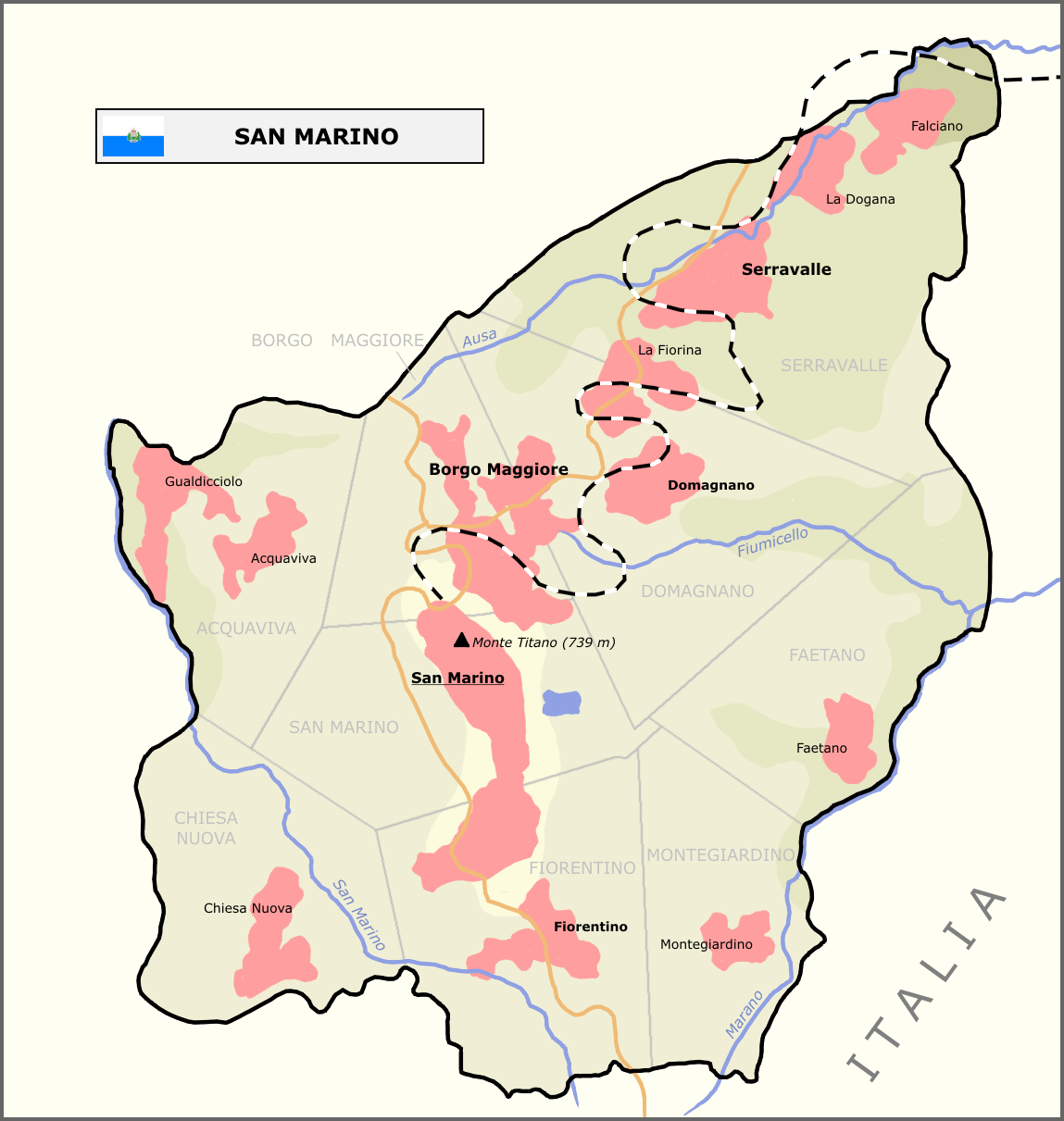
La ferrovia tra Rimini e San Marino (in tratteggiato bianco-nero) fu costruita per rafforzare ulteriormente i legami tra l'Italia e San Marino, ma fu distrutta irrimediabilmente da bombardamenti Alleati nel 1944.

Durante la seconda guerra mondiale si rifugiarono a San Marino oltre 100.000 italiani, specialmente quando nel settembre 1944 gli Alleati raggiunsero l'area romagnola.
Negli anni cinquanta del dopoguerra molti italiani si trasferirono nella Repubblica del Monte Titano, per le minori imposte ed i redditi più alti. 
Gli italiani a San Marino erano 9.326 nel 2007 su una popolazione di 30.926 abitanti, e rappresentavano circa il 30% della popolazione, mentre erano 8.707 nel 2006 e 8.220 nel 2005 (compresi quelli con doppia cittadinanza).
Secondo i dati sammarinesi gli italiani a San Marino sono il 10%, escludendo quindi quelli con doppia cittadinanza o nati a San Marino e sono concentrati a Serravalle dove 1.800 abitanti su 9.394 sono italiani.
Tuttora a San Marino lavorano molti italiani, provenienti dalla Riviera Romagnola o dalle Marche e secondo le ultime stime i frontalieri sono 6.275.
Al 1º gennaio 2011 secondo l'AIRE gli italiani a San Marino erano 11.056 di cui ben 8.494 emiliano-romagnoli e 1.288 marchigiani.

## Ara dei Volontari
Il simbolo che rappresenta il maggior legame tra gli italiani e la Repubblica di San Marino è l'Ara dei Volontari.
Questo monumento fu progettato da Gino Zani ed inaugurato nel 1927 durante il Fascismo nella Città di San Marino.
L'Ara è dedicata ai 140 volontari sammarinesi morti per l'Unità d'Italia dal 1843 al 1870 e durante la prima guerra mondiale (1915-1918).
È dotata di una doppia rampa di scale che conduce alla cappella votiva, sormontata da un obelisco. Sul retro c'è una lapide con tutti i 140 nomi.
Lo storico Denis Mack Smith si pose la domanda sul perché un piccolo Stato quasi al centro dell'Italia non fu reclamato dall'Irredentismo italiano e neanche da Mussolini (che addirittura lo difese dai tedeschi durante la sua Repubblica di Salò). Mack Smith arrivò alla conclusione nella sua Storia d'Italia che i 140 volontari sammarinesi dell'Ara hanno fatto considerare San Marino (ai nazionalisti italiani) una specie di piccolissima repubblica italiana solo nominalmente indipendente (ed un vanto davanti al mondo per essere stata sempre indipendente dall'Alto Medioevo).